# اولاد سعید
اولاد سعید (به عربی: أولاد السعید) یک شهرک و شهرداری در الجزایر است که در استان ادرار واقع شده‌است.